# احتمال غیرهم‌شانس

## احتمال غیر هم شانس
می‌دانیم در پرتاب یک سکه سالم (همگن) شانس آمدن هر طرف آن برابر ۱/۲ است، همچنین در پرتاب یک تاس سالم (همگن) احتمال ظاهر شدن هر یک از ۱تا۶ برابر ۱/۶ می‌باشد، اینگونه فضاهای نمونه ای را فضای هم شانس(همگن)گوییم.
اما اگر سکه یا تاس بگونه ای ساخته شده باشند که شانس ظاهر شدن هر طرف آنها با هم برابر نباشد آنرا فضای غیر هم شانس (غیر همگن) گوییم.
تعریف:فرض کنیم فضای نمونه ای یک آزمایش تصادفی به صورت {\displaystyle s={\big \{}e_{1},e_{2},\ldots ,e_{n}{\big \}}} باشد که در آن {\displaystyle e_{i}}‌ها برآمدهای آزمایش مورد نظر می‌باشند، اگر {\displaystyle P(e_{1})=P(e_{2})=\ldots =P(e_{n})={\frac {1}{n}}} باشد، فضای مورد نظر را هم شانس گوییم.
اما اگر احتمال برآمدها یعنی {\displaystyle P(e_{i})} برابر نباشد فضا را غیر هم شانس می‌گوییم.
در هر صورت چه فضا هم شانس باشد چه غیر هم شانس خواهیم داشت:
{\displaystyle P(S)=1=>P{\big (}{\big \{}e_{1},e_{2},\ldots ,e_{n}{\big \}}{\big )}=1=>p(e_{1})+p(e_{2})+\ldots p(e_{n})=1}
یعنی مجموع احتمال تمامی برآمدها برابر ۱ است.
درضمن باید توجه داشته باشیم که برای هر {\displaystyle {\big (}1<\leq i\leq n{\big )}i} داریم:   {\displaystyle 0\leq p(e_{i})\leq 1}
حال اگر A پیشامدی از S باشد آنگاه P(A) برابر است با مجموع احتمال برآمدهای A، برای مثال اگر  {\displaystyle A={\big \{}e_{1},e_{2},e_{5}{\big \}}}  باشد داریم:
{\displaystyle p(A)=p(e_{1})+p(e_{2})+p(e_{5})}

### مثال
فرض کنید {\displaystyle S={\big \{}a,b,c,d{\big \}}}  فضای نمونه ای یک تجربه تصادفی باشد و داشته باشیم
{\displaystyle p(a)=3p(b),p(d)={\frac {1}{8}},p(c)={\frac {1}{2}}}
مطلوب است :
{\displaystyle p(a'),p(b)}
حل داریم: {\displaystyle p(a)+(b)+p(c)+p(d)=1}
با جایگذاری اطلاعات مسئله خواهیم داشت:
{\displaystyle 3p(b)+p(b)+{\frac {1}{2}}+{\frac {1}{8}}=1\Rightarrow 4p(b)=1-{\frac {5}{8}}={\frac {3}{8}}\Rightarrow p(b)={\frac {3}{32}}}
در نتیجه:
{\displaystyle p(a')=1-p(a)=1-{\frac {9}{32}}={\frac {23}{32}},p(a)=3p(b)={\frac {9}{32}}}